# Zodíaco de Dendera

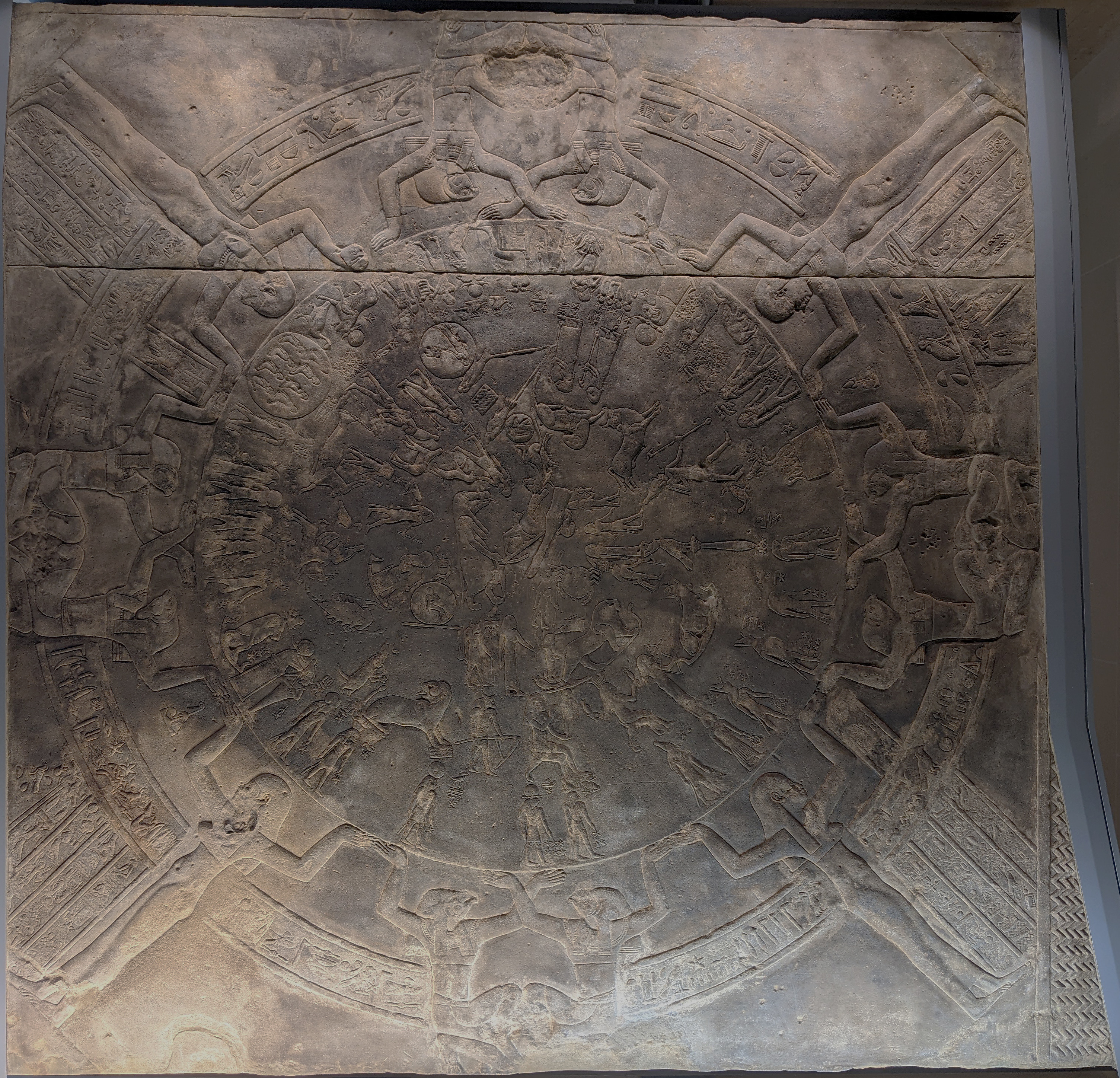
O Zodíaco de Dendera, exibido no Museu do Louvre, na França.

O Zodíaco de Dendera, também conhecido como Zodíaco de Denderah, é um baixo-relevo do Antigo Egito, proveniente do teto de um pórtico (pronaos) da capela dedicada a Osíris, no Templo de Hathor, em Dendera.  
Esta capela foi iniciada no final do período ptolemaico, mas seu pronaos foi adicionado pelo imperador Tibério. Isso levou Jean-François Champollion a datar o relevo do período greco-romano, mas a maioria de seus contemporâneos acreditava que fosse do Império Novo.    
O relevo, considerado "o único mapa completo que temos de um céu antigo", supõe-se ser a base sobre a qual os sistemas de astronomia posteriores foram elaborados. Agora está em exibição no Museu do Louvre, em Paris, França. 

## Datas dos eclipses

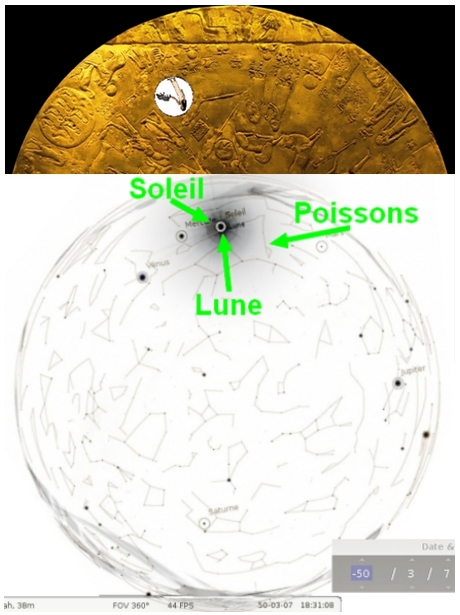
Eclipse solar em 7 de março de 51 AEC.

Sylvie Cauville, do Centro de Pesquisa Egiptológica Auxiliada por Computador, da Universidade de Utrecht, e Éric Aubourg, dataram-no de 50 AEC, por meio de um exame da configuração dos cinco planetas conhecidos pelos egípcios, mostrados na peça (uma configuração que ocorre a cada mil anos) e da identificação de dois eclipses.
O eclipse solar indica a data de 7 de março de 51 AEC, e é representado por um círculo que contém a deusa Ísis segurando um babuíno (o deus Thoth) pela cauda. 
O eclipse lunar indica a data de 25 de setembro de 52 AEC, e é representado por um olho de hórus dentro de um círculo. 

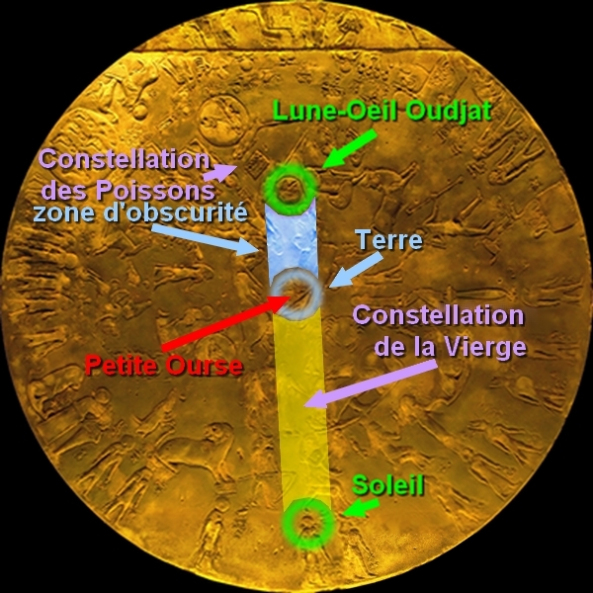
Eclipse lunar em 25 de setembro de 52 AEC

## Descrição
O zodíaco é um planisfério ou mapa das estrelas em uma projeção plana, mostrando as doze constelações da banda zodiacal, formando 36 decans de dez dias cada, e os planetas. Esses decans são grupos de estrelas de primeira magnitude. Eles foram usados no antigo calendário egípcio, que se baseava em ciclos lunares de cerca de trinta dias e no nascer helíaco da estrela Sótis (Sirius). 
Sua representação do zodíaco em forma circular é única na arte egípcia antiga. Mais típicos são os zodíacos retangulares, que decoram os pronaos do mesmo templo. 

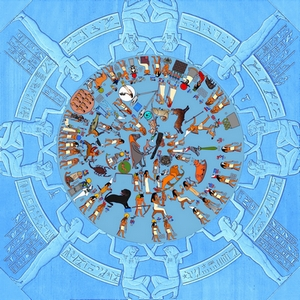
Zodíaco de Dendera com suas cores originais (reconstruído)

O arco celeste é representado por um disco sustentado por quatro pilares do céu, em forma de mulher, entre os quais se inserem espíritos com cabeça de falcão. No primeiro círculo 36 espíritos representam o 360 dias do ano egípcio. 
Em um círculo interno, encontramos constelações, mostrando os signos do zodíaco. Alguns deles são representados nas formas iconográficas greco-romanas (por exemplo, Áries, Touro, Escorpião e Capricórnio, embora por vezes em orientações estranhas em comparação com as convenções da Grécia antiga e árabe-ocidentais), enquanto outros são mostrados de uma forma mais egípcia: Aquário é representado como o deus da inundação Hapi, segurando dois vasos que jorram água. Já se notou a semelhanças de sua iconologia incomum com as três tábuas sobreviventes de um zodíaco selêucida. Para outros, o Zodíaco de Dendera seria "uma cópia completa do zodíaco mesopotâmico".

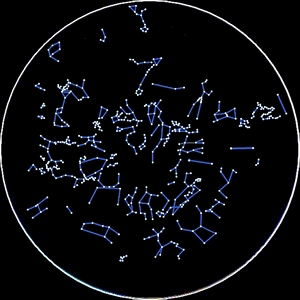
Zodíaco de Dendera com as 48 constelações de Cláudio Ptolemeu claramente identificadas dentre as 72 constelações presentes.

## História
Durante a campanha napoleônica no Egito, Vivant Denon desenhou o zodíaco circular e os zodíacos retangulares. Em 1802, após a expedição napoleônica, Denon publicou gravuras do teto do templo em seu Voyage dans la Basse et la Haute Egypte. Isso provocou uma controvérsia quanto à idade da representação do zodíaco, variando de dezenas de milhares a algumas centenas de anos, e se o zodíaco era um planisfério ou um mapa astrológico. Sébastien Louis Saulnier, um negociante de antiguidades, contratou Claude Lelorrain para remover o zodíaco circular com serras, macacos, tesouras e pólvora. O teto contendo o zodíaco foi movido em 1821, para a celebração da restauração francesa, e em 1822 foi instalado por Luís XVIII na Biblioteca Real (mais tarde chamada de Biblioteca Nacional da França). Em 1922 o zodíaco foi transferido para o Louvre. 

## OAffairDendera
A controvérsia em torno do zodíaco, chamada de "Affair Dendera", envolveu pessoas como Joseph Fourier (que estimou que a sua idade era de 2500 AEC). Champollion, entre outros, acreditava que o zodíaco tinha uso religioso, o datou do século IV AEC. Georges Cuvier o datou de 123 a 147 AEC.